# Oxalaat

Structuurformule van oxalaatanion.

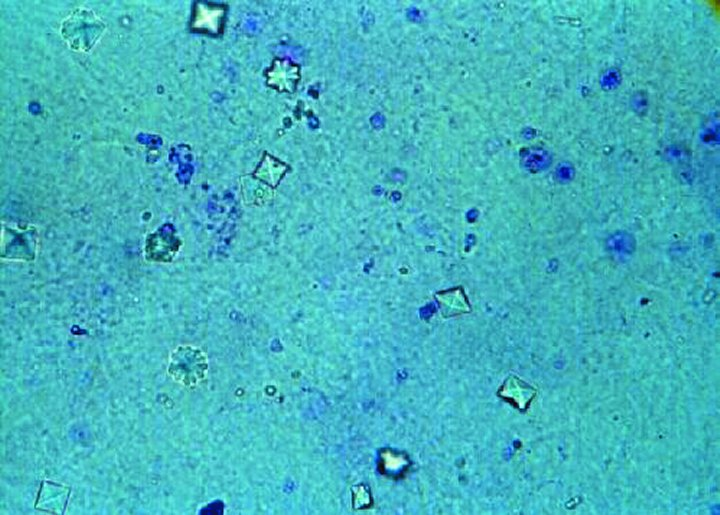
Calciumoxalaatkristallen in urine.

De anionen van oxaalzuur, net als zijn zouten en esters staan bekend als oxalaten. Het oxalaatanion is tweewaardig negatief geladen en bezit als brutoformule C2O42−.

## Eigenschappen
Oxaalzuur bindt zich met ionen van metalen zoals calcium in het lichaam, waarmee het oxalaten vormt die de keel en nieren verder irriteren. De meeste nierstenen zijn opgebouwd uit onoplosbaar calciumoxalaat. Calcium speelt een belangrijke rol in de bloedstolling. Bij een van de methoden die gebruikt worden om te verhinderen dat bloed voor laboratoriumonderzoek gaat stollen maakt men gebruik van de slechte oplosbaarheid van calciumoxalaat. In het opvangbuisje bevindt zich een klein beetje natriumoxalaat-oplossing.
Oxalaten zijn soms thermisch instabiel: de zouten kunnen onder verhitting ontleden in het metaal horende bij het kation onder afgifte van 2 moleculen koolstofdioxide. Het op deze wijze ontleden van fijn verdeeld ijzer(II)oxalaat is een manier om zogenaamd pyrofoor ijzer te maken.

## Oxalaatesters
Een oxalaatester komt voort uit een reactie tussen een alcohol en oxaalzuur. Een oxalaatester is vrijwel gelijk aan een gewone ester. Het enige verschil is dat in plaats van een reactie tussen een alcohol en een carbonzuur, er nu een reactie plaatsvindt met een (carbon)dizuur. Dit heeft tot gevolg dat de oxaalester twee estergroepen kan vormen en altijd twee dubbel gebonden zuurstofatomen bevat.
Een voorbeeld van een oxalaatester die veel gebruikt wordt is difenyloxalaat. Dit is een oxalaatester die ontstaat uit reactie van fenol en oxaalzuur.

### Reactie
De vorming van een ester is altijd een evenwicht. Evenwichten zijn alleen afhankelijk van de temperatuur. Het moet koud zijn om een ester goed te houden. Dit houdt dus in dat er bij een lage temperatuur meer ester aanwezig is in een mengsel dan bij een hoge temperatuur.

### Toepassingen
Oxalaatesters worden veel gebruikt bij chemoluminescentiereacties. Een oxalaatester is hier geschikt voor omdat er bij de reactie met waterstofperoxide precies genoeg energie vrijkomt om een fluorofore verbinding aan te slaan. Dit wordt voornamelijk veel gebruikt in lightsticks.

## Natuurlijk voorkomen
Oxaalzuur en afgeleiden komen voor in verschillende planten, met name rabarber en klaverzuring. 
Voedingsmiddelen die aanzienlijke hoeveelheden oxaalzuur bevatten zijn cacao, chocolade, de meeste noten, bessen, bonen en bieten. Ook komt het voor in peterselie en spinazie.